# 恆春脊粉蝨
恆春脊粉蝨（学名：Rhachisphora koshunensis）为粉蝨科脊粉蝨屬下的一个种。